# Emery (группа)
Emery (англ. — «Наждак») — пост-хардкор группа из Рок-Хилл (Южная Каролина, США). Образована в городе Сиэтле (Вашингтон). Ранее группа была подписана на лейбл Solid State (позже, Tooth & Nail Records) и издала первые четыре альбома. На данный момент группа выпускает альбомы со своего собственного лебла BadChristian Music.
На данный момент выпущено 9 альбомов, последний из которых, Rub Some Dirt On It вышел в ноябре 2021 года.

## История

### Образование (2001)
Группа Emery была сформирована в 2001 году в городе Рок Хилл, штат Южная Каролина, из бывших участников групп Joe 747 и Sacchul. Названа в честь первокурсницы, которую встретил Тоби, когда проходил стажировку в качестве преподавателя в колледже. Вскоре после образования группы её участники решили переехать в Сиэтл, штат Вашингтон, в поисках лучшего музыкального оборудования и сцены большего масштаба. Все четыре музыканта (Тоби Моррелл — вокал и гитара, Дэвин Шелтон — барабаны, Мэтт Картер — гитара и клавишные, Джоэл «Чоппер» Грин — бас-гитара) отправились в путь 11 сентября 2001 года.

Вообще, мы выехали в Сиэтл в 7:30 утра. Мы ничего не слышали о взрыве Торгового центра пока были в Северной Каролине. Остановились немного перекусить, и тогда официантка, видимо, немного неправильно информированная, сказала нам, что туристы атаковали Нью-Йорк. Позднее мы выяснили, что она имела в виду «террористы».
Оригинальный текст (англ.)“We actually left for Seattle at 7:30am on September 11, 2001,” recounts Studley, “We didn’t hear about the attacks (on the World Trade Center) until we were in North Carolina. We stopped to get some food and the waitress, who was somehow misinformed, told us that tourists were attacking New York. We later found out that she meant terrorists".
— Сет Стадли
Через некоторое время после приезда состав пополняется новым музыкантом, Сетом Стадли, ставшим новым барабанщиком. Дэвин Шелтон же занял место второго гитариста. Также к ним присоединился новый клавишник — Джош Хэд.

### The Weak’s End(2002—2004)
В 2002 году Emery заключают контракт с лейблом Tooth & Nail. Тогда же, они нанимают продюсера/музыкального инженера Эда Роуза и начинают работу над своим дебютным альбомом, The Weak's End. Пластинка вышла в 27 января 2004 года, и группа отправилась в тур в её поддержку. Песни с The Weak’s End по музыкальному звучанию представляют собой смесь хардкора и мелодичного рока.
Было снято 2 клипа — на песни «The Walls» и «Disguising Mistakes With Goodbyes».

### The Question(2005—2006)
Во время тура Сет Стадли решает покинуть группу по причине свадьбы, и Emery пришлось искать нового барабанщика. И во время тура с Haste the Day прошло прослушивание Дэйва Пауэлла. Официально он вошёл в состав группы в ноябре 2005.
Вскоре после окончания тура группа решает вернуться в студию и записать новый альбом. Продюсером на этот раз был нанят Аарон Спринкл, работавший ранее с Dead Poetic, Anberlin, Zao, и дргуими. Пять недель группа занималась записью, и альбом получил название The Question. Он был выпущен 2 августа 2005 года. 21 ноября 2006 альбом переиздается с добавлением в него акустических версий 5 песен и двух демозаписей, спродюсированных Мэттом Картером. Также к альбому прилагается DVD с документальным фильмом о группе, записями живых выступлений и прочего. 29 июня 2006 выходит клип Emery на сингл «Studying Politics».
В сентябре 2006 Emery покидает басист Джоэл «Чоппер» Грин. Причины разъяснены в блоге на официальном сайте группы за 19 сентября 2006. С тех пор Дэвин и Тоби поочерёдно исполняют партии бас-гитары на концертах и в студии.

### I’m Only A Man(2007—2008)
Во время австралийского тура с Underoath, Emery объявили, что совсем скоро выпускают новый альбом. 29 июля 2007 на своей MySpace-страничке группа разместила первую песню с грядущей пластинки — «The Party Song», затем там же были размещены «Rock-N-Rule» (16 августа), «After the Devil Beats His Wife» (17 сентября) и «Don’t Bore Us, Get to the Chorus» (24 сентября). В конце концов весь альбом просочился в интернет до своего официального релиза. Он состоялся 2 октября 2007 года.
Альбом был спродюсирован Райаном Бошем и Мэттом Картером, был записан в Dark Horse Studio (штат Теннесси) и получил название I'm Only a Man. На альбоме Emery решили поэкспериментировать с синтезаторами, и гораздо больший упор был сделан на чистый, мелодичный вокал, поэтому скрима здесь очень мало, в отличие от двух предыдущих альбомов. Из-за этого в плане музыкального стиля I’m Only a Man получил довольно противоречивые отзывы.
В один день с релизом обычного альбома было выпущено специальное издание, в которое были включены четыре концертных акустических записи. Эксклюзивно для сервиса iTunes был записан бонусный трек «Whoa! Man».
Также выходила DVD-версия альбома, включавшая в себя, помимо песен, записи двух концертов — акустического и обычного.

### While Broken Hearts Prevail …In Shallow Seas We Sail(2008—2010)
Восьмипесенный EP, названный While Broken Hearts Prevail, был выпущен 28 октября 2008 года. Некоторые новые песни, включая «Edge of the World», группа играла во время тура с The Almost. Что касается музыкального стиля, то EP возвращает слушателю старое звучание Emery образца The Weak’s End и The Question, но на новом уровне.
В одном из интервью вокалист Тоби Моррелл сообщил, что новый альбом будет называться ...In Shallow Seas We Sail. Тогда ещё не было известно, будет ли он записан на том же лейбле в связи со скорым окончанием контракта с Tooth & Nail, но оказалось, что Emery продлили его.
В августе 2008 года, во время своего первого тура по Южной Америке, группа объявила, что некоторые песни с EP попадут на будущий альбом, который, как ожидалось, выйдет в июне 2009. Большая часть материала была записана на студии Great Western Record Recorders (Толоно, штат Иллинойс).
7 апреля 2009 года Emery выложили новую песню «Cutthroat Collapse» на своих MySpace, iTunes и PureVolume страницах. 29 мая альбом был полностью размещен на MySpace группы, но 1 июня большая часть песен была удалена.
2 июня 2009 года Emery выпустили альбом ...In Shallow Seas We Sail. В поддержку альбома был отснят клип на песню «Butcher’s Mouth».
6 апреля 2010 года лейбл Tooth & Nail выпускает сборник Are You Listening?, который является переизданием первых трех альбомов группы.

### We Do What We WantиMatt & Toby(2011—2013)
26 января 2011 была объявлена официальная дата релиза нового альбома группы, We Do What We Want — 29 марта 2011.
31 января 2011 на официальной facebook странице Emery было объявлено, что Дэвин Шелтон берет отдых от деятельности в группе на неопределённое время. 1 февраля на MySpace группы была выложена первая песня с нового альбома под названием «The Cheval Glass», тогда же на их официальном YouTube было выложено видео с текстом песни. 17 февраля на официальной Facebook-странице было объявлено, что We Do What We Want будет издан совместно Tooth & Nail и Solid State Records.
В поддержку альбома прошло турне «Do What You Want» вместе с группами To Speak of Wolves и Hawkboy.
28 марта Emery организовали онлайн-стриминг альбома We Do What We Want на AOL.com, а 29 марта 2011 он был официально выпущен. 24 мая 2011 состоялся релиз видео на песню «The Cheval Glass», 9 сентября — видео на «Scissors». 18 октября 2011 был выпущен сборник Ten Years, который включил в себя песни с первых 4 альбомов группы.

### You Were Never Alone(с 2013)
В 2013 году Emery покинули Tooth & Nail/Solid State Records и образовали собственный лейбл, BadChristian Music.
В 2013—2014 группа отыграла тур в честь десятилетия дебютного альбома, для которого к составу присоединился Дэвин Шелтон.
Работа над новым альбомом You Were Never Alone была начата в 2013, вместе с Дэвином Шелтоном. Релиз альбома намечен на лето 2014.
Позднее, релиз был перенесен на 2015 год. Альбом вышел 19 мая 2015 года из под собственного лейбла.

## Туры и концерты
Emery выступали на многочисленных фестивалях, в том числе на «Cornerstone Festival» в Иллинойсе, христианском «Rock the Park» в Калифорнии, «The Bamboozle» в Нью-Джерси (29 апреля — 1 мая 2005). Наряду с этими фестивалями Emery играли на «Vans Warped Tour», где вместе с другими группами были сняты в фильме Wake Up Screaming (недоступная ссылка). Также группа выступала с концертами в туре «Take Action! 2007» вместе со Scary Kids Scaring Kids, The Red Jumpsuit Apparatus, A Static Lullaby и Kaddisfly. Этот тур начался в феврале 2007 года и был проведён в 40 городах США. В 2009 году Emery примет участие в туре «Give It A Name!» с такими группами, как Taking Back Sunday, Underoath и InnerPartySystem.
Клип группы «Disguising Mistakes With Goodbyes» был снят на двух аншлаговых концертах в Анахайме, штат Калифорния.
Первый тур, в котором Emery были хедлайнерами, назывался «Grab Your Guns» и проходил с 13 сентября по 5 ноября 2005. Вместе с ними выступали Gym Class Heroes, He Is Legend, Gatsby’s American Dream и As Cities Burn. Весной 2006 года группа играла вместе с Anberlin. В мае того же года Emery поддерживали Story of the Year в их австралийском туре, а затем провели лето в «Vans Warped Tour». В конце 2006 группа принимала участие в «Nintendo Fusion Tour» с Hawthorne Heights, Relient K, Plain White T’s и The Sleeping, а в январе 2008 начала свой тур через всю страну с Mayday Parade, As Cities Burn, Pierce The Veil и Cry of the Afflicted, где играла песни со своего альбома I’m Only A Man. В начале 2009 Emery играют на австралийском фестивале «Soundwave» в городах Аделаида, Мельбурн, Перт и Сидней. С 30 мая группа играла на разных сценах с разными музыкантами, такими, как Kandi Coded, Revolution Mother, The Bled, A Static Lullaby и Closure in Moscow в туре «Zumiez Couch Tour 2009». 2 июня прошла презентация нового альбома.
С 16 июля 2009 группа играла в туре «Thee Summer Bailout Tour» в качестве хедлайнера вместе с Closure in Moscow, Kiros, Maylene and the Sons of Disaster, Ivoryline и Secret and Whisper.

## Христианство
Все участники группы — христиане, но они не хотят, чтобы их творчество звали христианским роком. Этот ярлык, по мнению участников Emery, может помешать их музыке достичь своей аудитории.

## Сторонние проекты
- У Тоби Моррелла был сайд-проект под названием «I Am Waldo»[16]. На MySpace-страничке были выложены 3 песни, основанные на книге псалмов и по большей части акустические. Помимо этого, Моррелл появился в качестве соисполнителя в песне KJ-52 «Wake Up».
- Сольный проект Дэвина Шелтона назывался «Devinitely»[17] (созвучно с англ. «Definitely» — «определённо» + обыгрывается имя Шелтона), музыка — в основном в стиле R&B, написана с помощью Garageband (программы для Mac OS). 22 января 2013 года был выпущен сольный альбом Дэвина под собственным именем, получивший название «Life & Death», в который вошли 10 песен (в том числе альтернативная версия «Crumbling» с альбома Emery We Do What We Want). Помимо этого, Шэлтон появился в качестве соисполнителя в песнях Number One Gun «There Is Hope» и Through The Eyes Of A Giant «Neither Can Live While The Other Survives».
- 10 января 2011 года на MySpace появилась страничка группы «The Water and The Well» — сайд-проекта Тоби и Мэтта.[18] В последующем проект переименовали в Matt & Toby. Одноименный дебютный альбом, включающий в себя 10 песен, был выпущен лейблом Tooth & Nail 19 ноября 2012 года. В рамках проекта Мэтт и Тоби устроили акустическое «Турне по гостиным» (Living Room Tour) в 2012—2013.

## Состав группы

### Действующий
- Тоби Моррелл (англ. Toby Morrell) — вокал, скрим и бас-гитара (с 2001)
- Мэтт Картер (англ. Matt Carter) — гитара, вокал (с 2001)
- Джош Хэд (англ. Josh Head) — клавишные, скрим, электроника (с 2001)
- Дэйв Пауэлл (англ. Dave Powell) — барабаны (с 2005)
- Дэвин Шелтон (англ. Devin Shelton) — вокал, бас-гитара и гитара (2001—2011, с 2013)

### Бывшие участники
- Сет Стадли (англ. Seth Studley) — барабаны (2001—2004)
- Джоэл «Чоппер» Грин (англ. Joel «Chopper» Green) — бас-гитара (2001—2006)
- Джоуи Свендсен (англ. Joey Svendsen) — бас-гитара (2001)

### Концертные участники
- Энди Николс (англ. Andy Nichols) — бас-гитара, бэк-вокал (2011)
- Дэйн Андерсен (англ. Dane Andersen) — барабаны (2012)

## Дискография

### Альбомы
| 2004                                    | The Weak's End             | Tooth & Nail Records                      | —  | 39 |
| 2005                                    | The Question               | Tooth & Nail Records                      | 45 | 2  |
| 2007                                    | I'm Only a Man             | Tooth & Nail Records                      | 78 | 4  |
| 2009                                    | ...In Shallow Seas We Sail | Tooth & Nail Records                      | 50 | 1  |
| 2011                                    | We Do What We Want         | Tooth & Nail Records, Solid State Records | —  | —  |
| «—» значит, что не участвовал в чартах. |                            |                                           |    |    |

### EP
| Год  | Название                                      | Лейбл                   | Наивысшая позиция в чартах | Наивысшая позиция в чартах |
| Год  | Название                                      | Лейбл                   | Billboard 200              | Христианские чарты         |
| ---- | --------------------------------------------- | ----------------------- | -------------------------- | -------------------------- |
| 2002 | The Columbus EEP Thee                         | Выпущены самостоятельно | —                          | —                          |
| 2004 | The Weak’s End EP                             | Выпущены самостоятельно | —                          | —                          |
| 2005 | The Question Pre-Sale Exclusive (Acoustic EP) | Tooth & Nail Records    | —                          | —                          |
| 2008 | While Broken Hearts Prevail                   | Tooth & Nail Records    | 104                        | 8                          |

### Прочие песни
- Сборник Happy Christmas Vol. 4 включает песню «(Ho Ho Hey) A Way For Santa’s Sleigh».
- Сборник Punk Goes 80’s включает кавер на песню Бонни Тайлер «Holding Out for a Hero».
- Сборник Punk Goes 90’s включает кавер на песню Toad The Wet Sprocket «All I Want».
- Сборник Taste of Christmas включает песню «The Last Christmas».
- Сборник Happy Christmas, Vol. 5 включает песню «Jesus Gave Us Christmas».

### Список клипов
| Год  | Композиция                          | Режиссёр        |
| ---- | ----------------------------------- | --------------- |
| 2005 | «Walls»                             | Кевин Леонард   |
| 2005 | «Disguising Mistakes With Goodbyes» | Джей Броунер    |
| 2006 | «Studying Politics»                 | Мэйджор Лайтнер |
| 2007 | «The Party Song»                    | Мэйджор Лайтнер |
| 2009 | «Butcher’s Mouth»                   | Стивен Шульц    |
| 2011 | «Scissors»                          | Ван Блюмрейх    |
| 2011 | «The Cheval Glass»                  | Ван Блюмрейх    |